# Edith Clever
Edith Clever (Wuppertal, 13 dicembre 1940) è un'attrice e regista teatrale tedesca.

## Biografia
Dopo il diploma di scuola media superiore, studiò recitazione alla "Otto Falckenberg Schule" di Monaco di Baviera e debuttò allo Staatstheater di Kassel. Nel periodo 1966-1970 recitò al Theater der Freien Hansestad di Brema sotto la direzione di Peter Stein e Kurt Hübner in opere quali Intrigo e amore e Don Carlos di Schiller, Peer Gynt di Ibsen, Torquato Tasso di Goethe; in quello stesso periodo fu invitata al Münchner Kammerspiele e allo Schauspielhaus di Zurigo. Si affermò definitivamente nei primi anni Settanta allo Schaubühne am Halleschen di Berlino Ovest, dove recitò fra l'altro in opere teatrali di Peter Handke (Die Unvernünftigen sterben aus) e Botho Strauß (Groß und Klein) e in classici sotto la direzione di Peter Stein (Tre sorelle nel 1984, Orestea nel 1982) e Klaus Michael Grüber (Amleto nel 1982). Franco Quadri la giudicava «una grandissima attrice di teatro, forse la maggiore d'Europa».
Esordì nel cinema nel 1976 con Sommergäste, diretta da Peter Stein, e La Marchesa von... con la regia di Éric Rohmer. Molto importante fu l'incontro con Hans-Jürgen Syberberg che, dopo il Parsifal, la diresse altri film o in altri spettacoli teatrali, di durata molto lunga e in forma di monologo (La notte e Molly Bloom nel 1985, Penthesilea e Fräulein Else nel 1987, nuovamente La marchesa von O. nel 1990). Nel 1992 Edith Clever ha iniziato l'attività di regista teatrale dirigendo al Festival di Salisburgo Stella di Goethe; nel 1998 ha diretto, e interpretato, allo Schaubühne di Berlino, Jeffers-Akt I und II di Botho Strauß.

## Vita privata
Nella vita privata, Hans-Jürgen Syberberg ed Edith Clever sono marito e moglie.

## Filmografia
- Sommergäste, regia di Peter Stein (1976)
- La Marchesa von... (Die Marquise von O...), regia di Éric Rohmer (1976)
- La donna mancina (Die linkshändige Frau), regia di Peter Handke (1978)
- L'adolescente, regia di Jeanne Moreau (1979)
- Trilogie des Wiedersehens - film tv (1979)
- Groß und Klein, regia di Peter Stein (1980)
- Parsifal, regia di Hans-Jürgen Syberberg (1982)
- La notte (Die Nacht), regia di Hans-Jürgen Syberberg (1985)
- Drei Schwestern, regia di Peter Stein - film tv(1986)
- Penthesilea, regia di Hans-Jürgen Syberberg (1988)
- Fräulein Else, regia di Hans-Jürgen Syberberg (1987)
- La marchesa di O... (Die Marquise von O...), regia di Hans-Jürgen Syberberg - film tv (1989)
- Ein Traum, was sonst, regia di Hans-Jürgen Syberberg (1994)
- Die Zofen, regia di Andreas Morell (2008)